# Лавриновський Микола Миколайович
Микола Миколайович Лавриновський (18 січня 1875, маєток Стремутка, Псковська губернія — 24 травня 1930, Рига, Латвія) — російський державний і політичний діяч, член Державної думи, сенатор.

## Біографія
Православний. З дворян Псковської губернії. Син Миколи Павловича Лавриновского (1845-після 1918) та Ганни Костянтинівни Газенвінкель (1855-після 1918).
Закінчив Орловський Бахтіна кадетський корпус та Миколаївське кавалерійське училище по 1-му розряду (1893), звідки випустився корнетом до лейб-гвардії Кирасирського її величності полку. Чотири роки по тому перейшов на цивільну службу — в головне управління уділів, де служив до 1904 року. Потім оселився в псковському маєтку, в 1904—1907 був земським начальником 1-ї ділянки Псковської губернії. У 1907 був обраний Псковським повітовим предводителем дворянства.
У жовтні 1907 був обраний членом Державної думи від Псковської губернії, входив до російської національної фракції, був членом продовольчої та земельної комісій. Також був членом Головної ради Всеросійського національного союзу.
У травні 1911 склав депутатський мандат і перейшов на службу до Міністерства внутрішніх справ.
Цивільні чини: надвірний радник (1911), колезький радник (1912), статський радник (1912?), гофмейстер (1913), дійсний статський радник (1915), таємний радник (1917).
Служив віце-губернатором Воронезької (1911—1912) та Могилевської (1912—1913) губерній, губернатором Таврійської (1913—1914), Чернігівської (1914—1916) та Ліфляндської (1916—1917) губерній.
8 лютого 1917 призначений сенатором по департаменту герольдії з виробництвом у таємні радники. Після Лютневої революції був звільнений указом Тимчасового уряду згідно з проханням через хворобу.
Під час Громадянської війни в Росії брав участь у Білому русі: вів переговори з київськими монархістами щодо організації монархічного з'їзду в Пскові, входив до Ради оборони Північно-Західної області, потім перебував при штабі Північно-3ападної армії.
У 1922 році емігрував до Латвії, оселився в Ризі та отримав латвійське громадянство. Служив у кінематографічній конторі, у центральній Ризькій конторі акціонерного трамвайного товариства, був контролером в Аугсбурзькому пароплавстві. Мав членство об'єднання лейб-гвардії Кирасирського її величності полку.
Помер у 1930 році в Ризі, похований на Покровському цвинтарі .

## Сім'я
Першим шлюбом (до 1910) був одружений з Єлизаветою Миколаївною Уваровою. Їх діти:
- Єлизавета (1899-?)
- Надія
- Варвара

У 1912 одружився з Марією Сергіївною Голіковою (1890, Москва — 1986, Сі-Кліфф, США), донькою воронезького губернатора Голікова. Дочка від цього шлюбу:
- Катерина (1915-?), у шлюбі Квартирова.